# Shiloh (Pennsylvanie)
Shiloh est une census-designated place située dans le comté de York, dans l’État de Pennsylvanie, aux États-Unis. Lors du recensement de 2020, elle compte 11 218 habitants.